# Wiesendangen
Wiesendangen est une commune suisse du canton de Zurich.

## Histoire

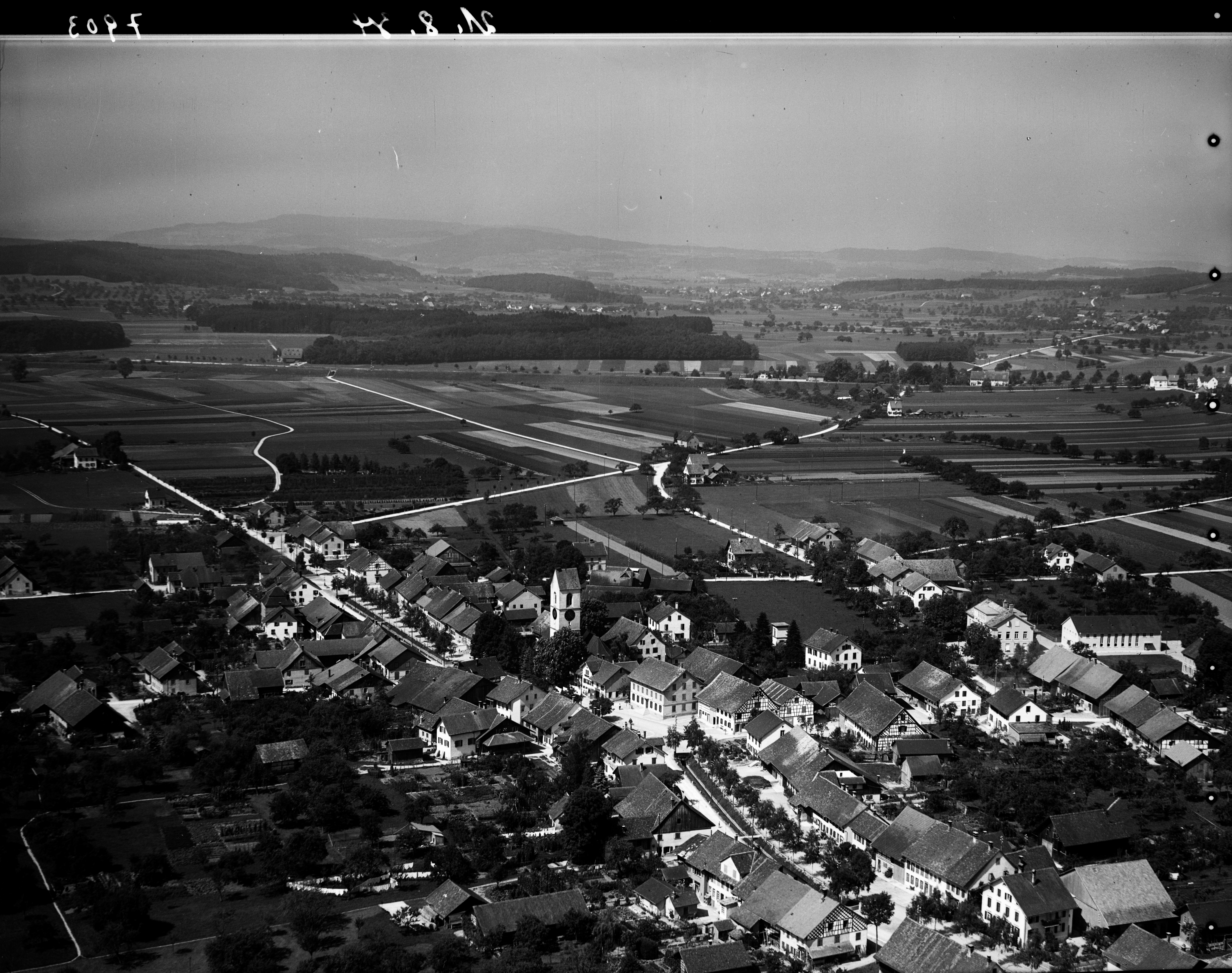
Photo aérienne prise par Walter Mittelholzer (1934).

La commune a fusionné, le 1er janvier 2014, avec celle de Bertschikon bei Attikon. La nouvelle commune a pris le nom de Wiesendangen.

## Honneur
L'astéroïde (144096) Wiesendangen porte son nom.

## Personnalités
- Arnold Kübler (de), journaliste, romancier, créateur du magazine Du (de).